# Cerámica del sur de Italia

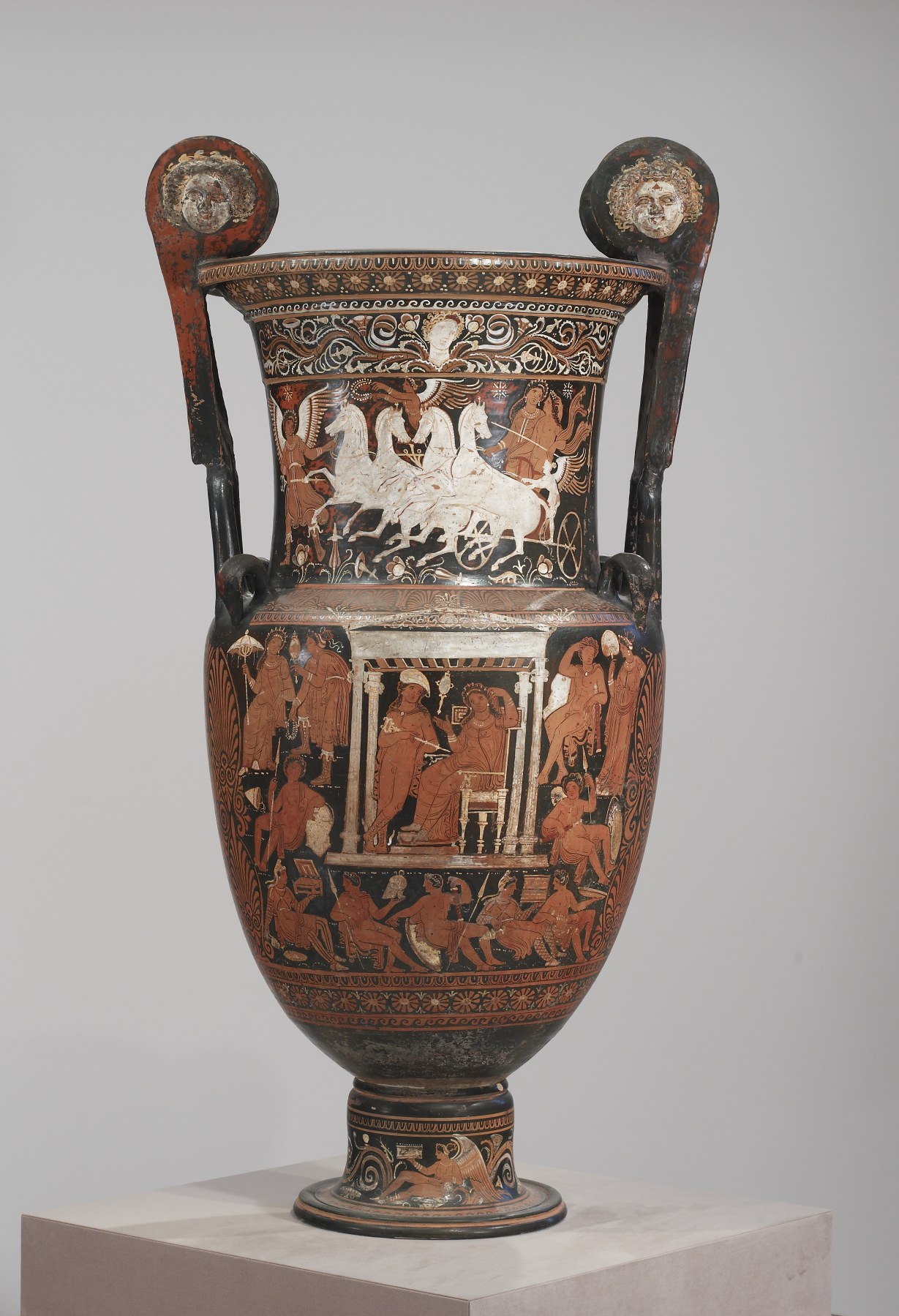
Crátera de volutas de Apulia, c. 320–310 a. C.

La cerámica del sur de Italia se refiere a la cerámica griega antigua producida en las colonias griegas de Magna Grecia y Sicilia y sus alrededores desde el período clásico en adelante, alrededor del año 430 a. C.

## Historia
La cerámica del sur de Italia se originó cuando los pintores de vasos áticos del sur de Italia emigraron a la Magna Grecia tras la plaga que azotó Atenas al comienzo de la guerra del Peloponeso en el año 430 a. C. Así, la tradición cerámica ática se trasladó a la Magna Grecia, que se autoabasteció de cerámica, tras haber dependido previamente de las importaciones áticas. La cerámica del sur de Italia se produjo hasta finales del siglo IV a. C.

## Formas locales
Las cerámicas locales más importantes del sur de Italia fueron: 
- Cerámica apulia (Taras y alrededores.[2]
- Cerámica campana (Capua, Cumas y Poseidonia).[3]
- Cerámica lucana (Metaponto y sus alrededores)

## Cerámica
La cerámica del sur de Italia era de figuras rojas. Los vasos eran muy decorativos en comparación con formas anteriores. Un buen ejemplo es el estilo de Egnacia de la cerámica apulia. Los motivos representaban en particular la mitología griega, el teatro de la Antigua Grecia y las costumbres locales.

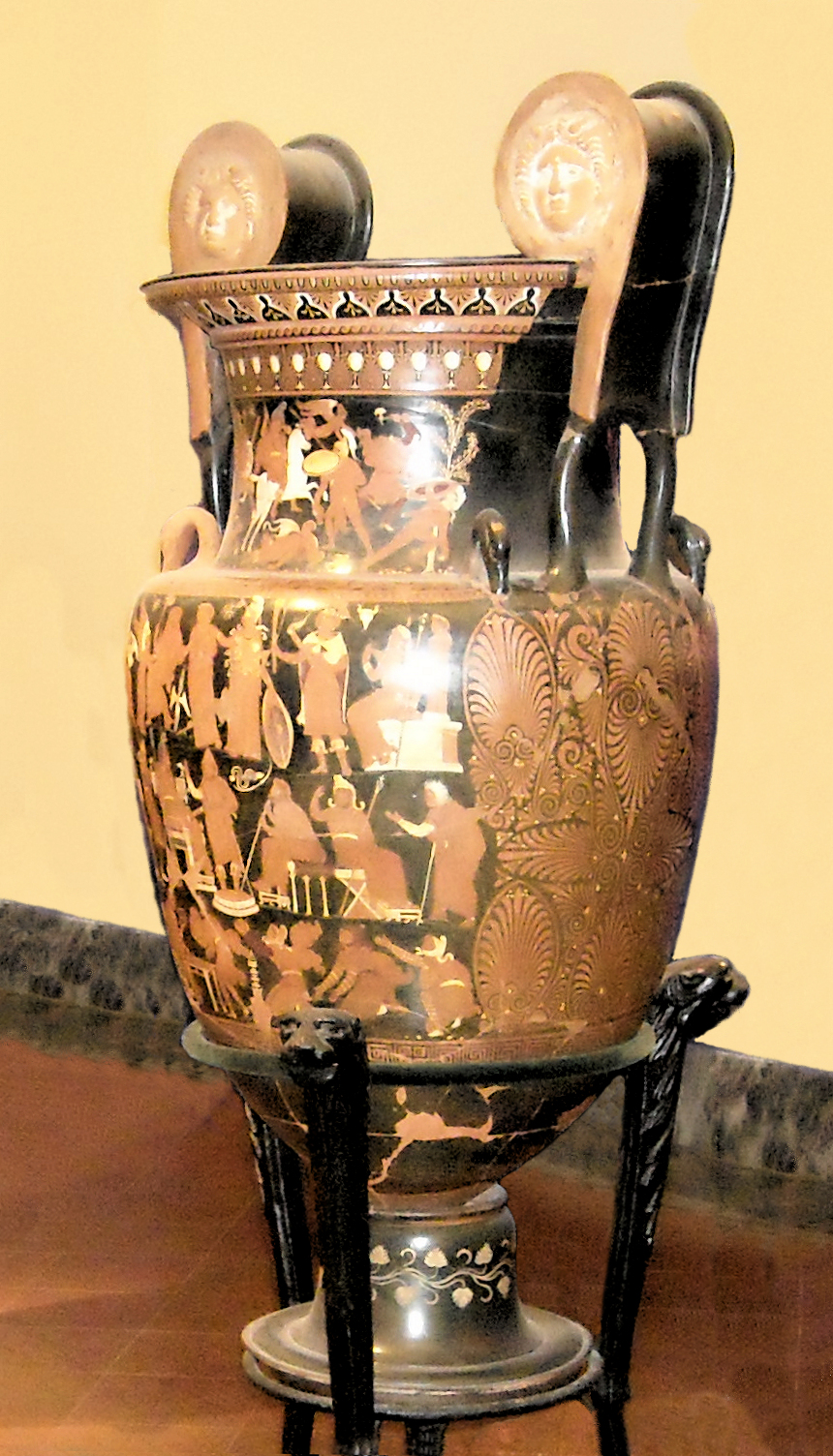
Crátera de Darío, crátera de volutas apulia, c. 340–320 a. C.
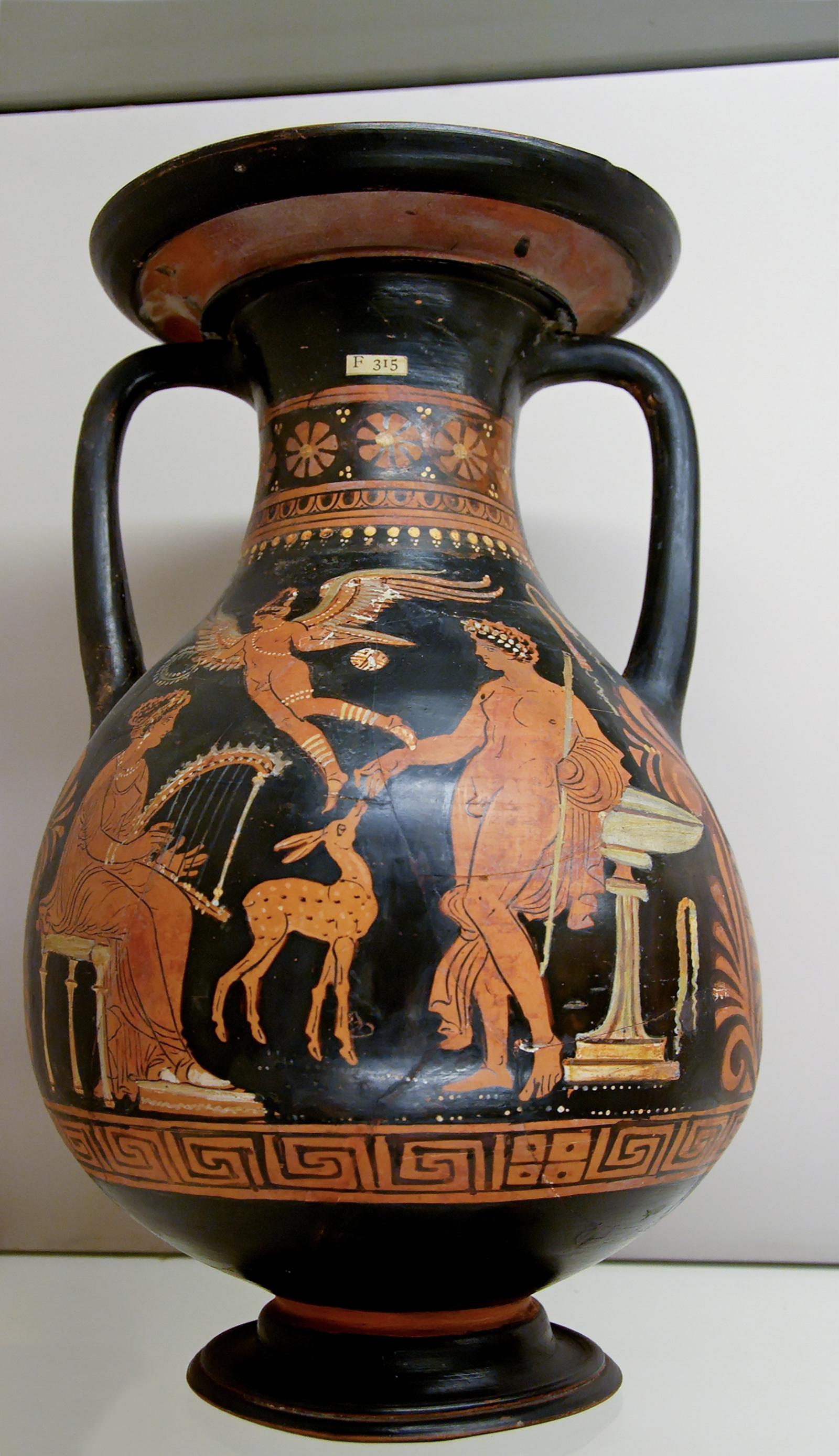
Pélice apulio, c. 320–310 eaa.
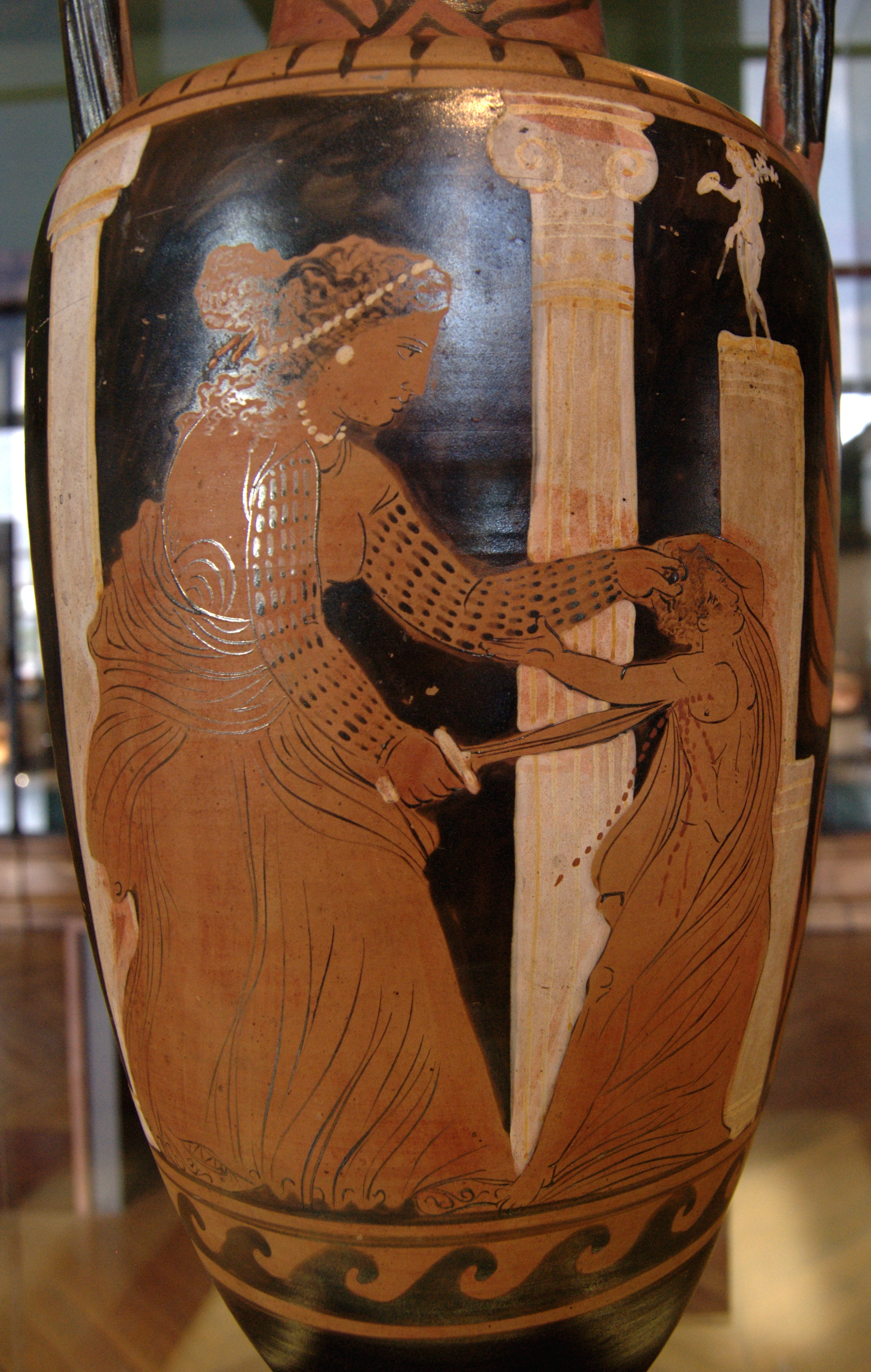
Ánfora de cuello campana, c. 330 a. C.
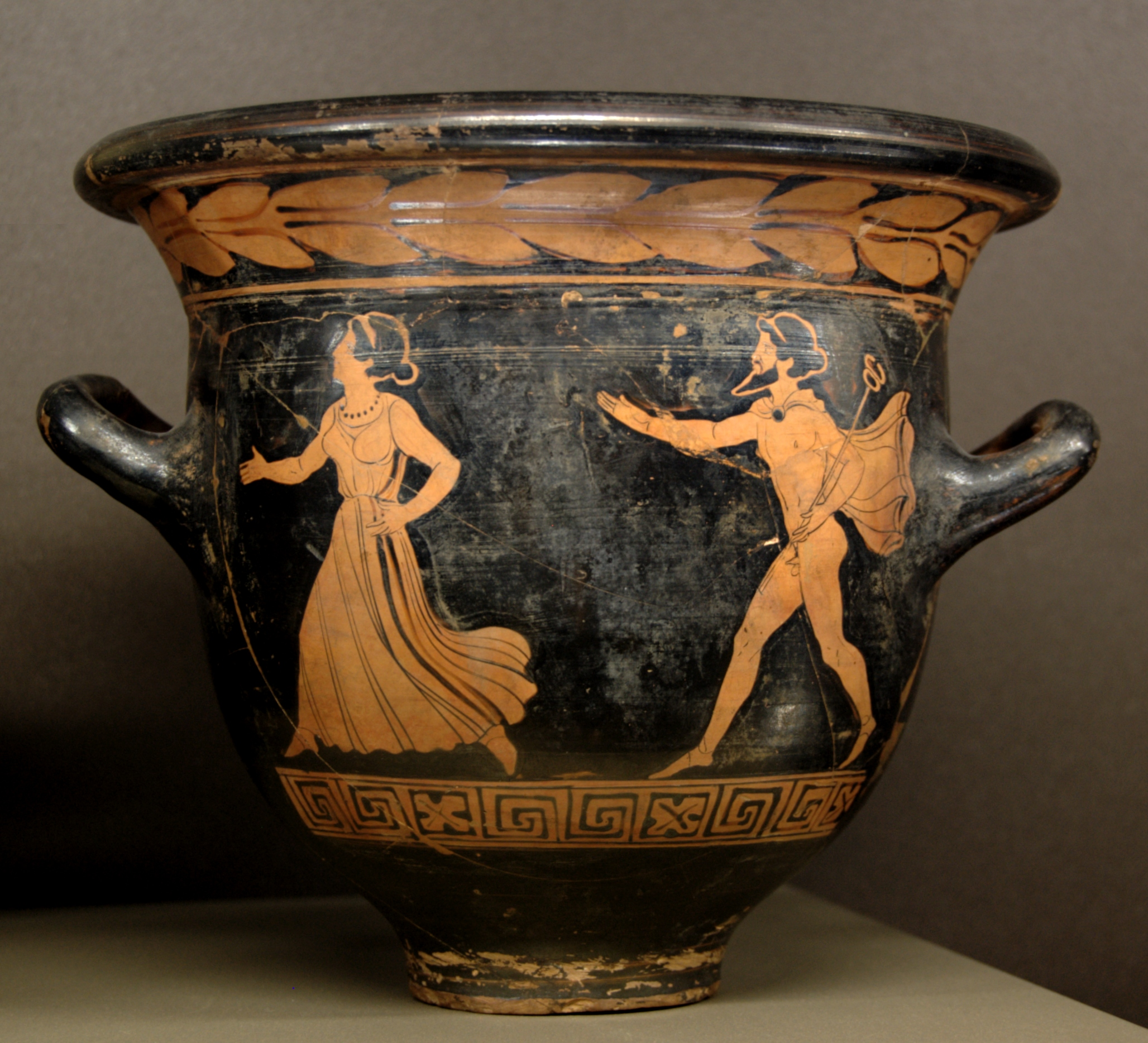
Crátera de campana lucana, c., c. 390–380 a. C.
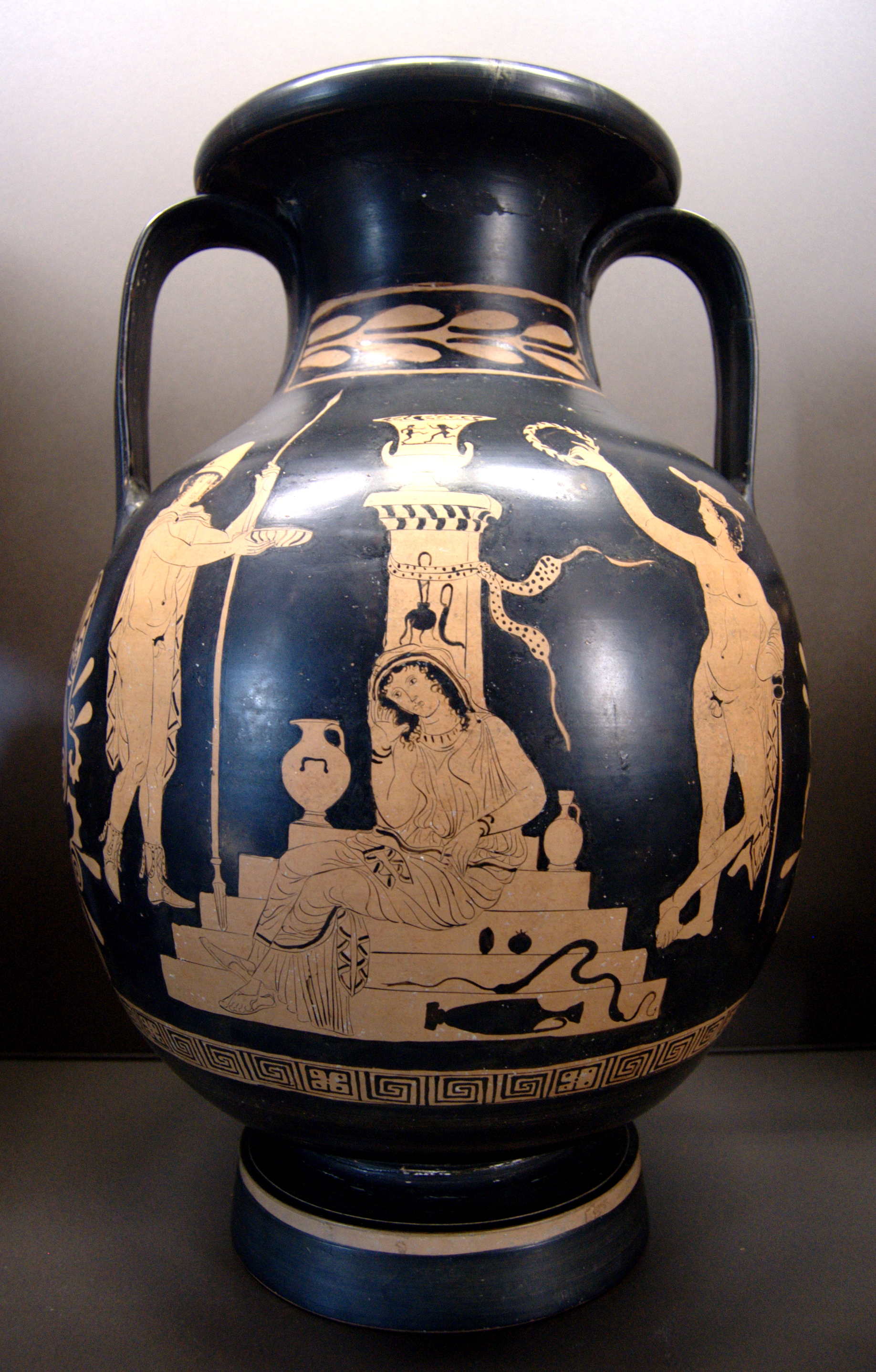
Pélice lucano, c. 380–370 a. C.